# Álvaro Cejudo
Álvaro Cejudo Carmona (Puente Genil, Córdoba, 29 de enero de 1984) es un exfutbolista y entrenador español que jugaba como centrocampista, se retiró en el Real Racing Club de Santander. Actualmente es entrenador del Puente Genil Fútbol Club de la Segunda Federación.

## Trayectoria

### Inicios en el Betis
Cejudo se formó como futbolista en las categorías inferiores del Real Betis. Anteriormente militaba en el San Fermín equipo de su pueblo natal Puente Genil. En la temporada 2003-04 fue cedido al Coria C. F., de Tercera División, por discrepancias con el técnico verdiblanco de aquel entonces.
Para Cejudo la temporada 2004-05 fue muy mala, debido a una lesión de pubis que sólo le permitió jugar 7 partidos. Finalmente volvió de su lesión con el Betis C, de inferior categoría, pero tras buenas actuaciones jugó los tres últimos partidos de liga con el primer filial verdiblanco, en Tercera División. 
En la temporada 2005-06 fue renovado por dos temporadas por el club sevillano. En dicha temporada jugó 32 partidos y consiguió 7 goles, consiguiendo el privilegio de entrenar varias veces con el primer equipo del Betis de Primera División, comandado por Lorenzo Serra Ferrer. Finalmente, el Betis "B" no logró entrar en la liguilla de ascenso a Segunda División B, tras un empate ante el Atlético Sanluqueño.
En el periodo 2006-07 inició la temporada en Tercera con Paco Chaparro al mando del filial bético, realizando una magnífica temporada que culminó con el ascenso del Betis B a Segunda División B, pero al no llegar a un acuerdo para su renovación en el Betis con el Consejo del Club, finalmente fichó por la A. D. Ceuta, de la 2.ª B.

### A. D. Ceuta
En la temporada 2007-08, en su primera temporada en 2.ª B con el Ceuta, fue un fijo en las alineaciones jugando 35 partidos y metiendo 4 goles. En 2008-09 confirmó su consolidación como candidato al salto al fútbol profesional, jugando 35 partidos y metiendo 9 goles, erigiéndose como jugador más desequilibrante del Ceuta.

### U. D. Las Palmas
En julio de 2009 fichó por la U. D. Las Palmas, con lo que logró el salto de categoría hacia la Segunda División del fútbol español. El 22 de agosto de 2009 marcó su primer gol en el Estadio de Gran Canaria, durante el partido de presentación de la U. D. Las Palmas en la temporada 2009-10, frente al Málaga C. F., en el Trofeo Ciudad de Las Palmas de Gran Canaria, que ganarían los amarillos por 2-0. El 29 del mismo mes se estrenó como goleador amarillo en partido oficial consiguiendo el primer gol de la U. D. Las Palmas en la Liga 2009-10, gol que supuso un punto para la U. D. Las Palmas, en el estreno liguero contra la Real Sociedad (1-1) en el Estadio de Gran Canaria.

### C. A. Osasuna
El 14 de enero de 2011 se confirmó su fichaje por el Club Atlético Osasuna, a cambio de 320 000 €, más otras cantidades por objetivos.  El club navarro se vio obligado a esta operación para sustituir a Juanfran, traspasado pocos días atrás.

### Real Betis Balompié
Tras 9 años fuera, volvió al Real Betis Balompié para unirse al proyecto de volver a Primera División, el primer partido de pretemporada que jugaba marcó al Recreativo de Huelva en el trofeo "125 aniversario" de este mismo, y en la primera jornada de liga marcaba el primer gol del Betis en la temporada 2014-15 en el partido que posteriormente ganarían al C. E. Sabadell por 2-3.

### Western Sydney Wanderers
El 24 de julio de 2017 se anunció su fichaje por el Western Sydney Wanderers de la A-League de Australia.

### Racing de Santander
Tras una temporada en Australia, en julio de 2018 volvió a España firmando con el Racing de Santander. En este equipo se mantuvo hasta su retirada al término de la temporada 2020-21.

### Entrenador
Tras su retirada como futbolista en el verano de 2022 comenzó su carrera en los banquillos, volviendo a Gran Canaria, para hacerse cargo del juvenil de la Asociación Deportiva Huracán de Las Palmas de Gran Canaria. En 2023 pasó a entrenar al equipo de la División de Honor juvenil del Arucas Club de Fútbol.
En julio de 2024 se incorporó al Puente Genil F. C. en Tercera Federación. En su primera temporada llevó al equipo al campeonato del grupo IX consiguiendo el ascenso a Segunda Federación.

## Clubes y estadísticas
- Actualizado el 22 de mayo de 2021.[9]

| Club                     | País      | Año     | Liga               | Part. | Goles | Coef. | Asis. |
| ------------------------ | --------- | ------- | ------------------ | ----- | ----- | ----- | ----- |
| Real Betis "B"           | España    | 2003-04 | Segunda División B | 7     | 0     | -     | 0     |
| Coria C. F. (cedido)     | España    | 2003-04 | Tercera División   | 14    | -     | -     | 2     |
| Real Betis "B"           | España    | 2004-05 | Tercera División   | 7     | -     | -     | -     |
| Real Betis "B"           | España    | 2005-06 | Tercera División   | 32    | 7     | 0,22  | -     |
| Real Betis "B"           | España    | 2006-07 | Tercera División   | 36    | 11    | 0,26  | 6     |
| AD Ceuta                 | España    | 2007-08 | Segunda División B | 39    | 4     | 0,10  | 8     |
| AD Ceuta                 | España    | 2008-09 | Segunda División B | 35    | 11    | 0,26  | 6     |
| U. D. Las Palmas         | España    | 2009-10 | Segunda División   | 34    | 5     | 0,15  | 5     |
| U. D. Las Palmas         | España    | 2009-10 | Copa del Rey       | 1     | 0     | 0     | 1     |
| U. D. Las Palmas         | España    | 2010-11 | Segunda División   | 16    | 6     | 0,38  | 1     |
| C. A. Osasuna            | España    | 2010-11 | Primera División   | 13    | 2     | 0,15  | 2     |
| C. A. Osasuna            | España    | 2011-12 | Primera División   | 34    | 4     | 0,12  | 7     |
| C. A. Osasuna            | España    | 2011-12 | Copa del Rey       | 4     | 0     | 0     | 2     |
| C. A. Osasuna            | España    | 2012-13 | Primera División   | 31    | 3     | 0,10  | 3     |
| C. A. Osasuna            | España    | 2012-13 | Copa del Rey       | 2     | 0     | 0     | 0     |
| C. A. Osasuna            | España    | 2013-14 | Primera División   | 30    | 2     | 0,07  | 3     |
| C. A. Osasuna            | España    | 2013-14 | Copa del Rey       | 3     | 0     | 0     | 0     |
| Real Betis               | España    | 2014-15 | Segunda División   | 30    | 1     | 0,01  | 2     |
| Real Betis               | España    | 2014-15 | Copa del Rey       | 3     | 0     | 0     | 0     |
| Real Betis               | España    | 2015-16 | Primera División   | 30    | 1     | -     | 2     |
| Real Betis               | España    | 2015-16 | Copa del Rey       | 1     | 1     | -     | -     |
| Real Betis               | España    | 2016-17 | Primera División   | 18    | 1     | -     | 1     |
| Real Betis               | España    | 2016-17 | Copa del Rey       | -     | -     | -     | -     |
| Western Sydney Wanderers | Australia | 2017-18 | A-League           | 21    | 2     | -     | 5     |
| Racing de Santander      | España    | 2018-19 | Segunda División B | 20    | 5     | -     | 3     |
| Racing de Santander      | España    | 2018-19 | Copa del Rey       | 3     | -     | -     | -     |
| Racing de Santander      | España    | 2019-20 | Segunda División   | 32    | 9     | -     | 8     |
| Racing de Santander      | España    | 2020-21 | Segunda División B | 23    | 2     | -     | 1     |